# 尤斯塔斯·帕列茨基斯
尤斯塔斯·伊格诺维奇·帕列茨基斯（俄语：Юстас Игнович Палецкис；1899年1月22日—1980年1月26日），立陶宛人，苏联文学家，党和国家领导人。曾任立陶宛总理，总统，立陶宛苏维埃社会主义共和国最高苏维埃主席团主席，苏联最高苏维埃民族院主席等职务。

## 生平
- 1899年1月10日（格里历：1月22日）出生于俄罗斯帝国科夫诺省特尔希艾的一户铁匠家庭。
- 1915年-1919年，工人，雇员工作。
- 1919年-1922年，拉脱维亚里加《Darbininku Kova报》编辑部翻译，立陶宛驻拉脱维亚军事使团秘书，翻译。期间，1920年-1922年，立陶宛通讯社驻里加电报部门主管。
- 1922年-1926年，里加立陶宛第一小学教师。期间，1924年-1926年，里加立陶宛人协会主席。1925年-1926年，里加《Naujas Zodis》杂志编辑。
- 1926年-1928年，考纳斯大学人文学院学习。
- 1927年-1939年，《Naujasžodis》杂志编辑，《 Laikožodis》杂志、报纸编辑。期间，1929年-1936年，立陶宛青年联盟主席。参与民主运动和反法西斯组织，并与地下状态的立陶宛共产党建立联系。1933年访问苏联。
- 1939年10月11日，因参与反独裁运动被捕，驱逐出境。1939年10月-1940年5月，里加流亡。
- 1940年6月15日，苏联红军入侵立陶宛。在苏联要求下，时任总统安塔纳斯·梅尔基斯任命帕莱基斯为总理，总统。1940年加入联共（布）。
- 1940年8月-1967年4月，立陶宛苏维埃社会主义共和国最高苏维埃主席团主席。苏德战争期间，在莫斯科领导流亡政府。期间，1941年-1966年，苏联最高苏维埃主席团副主席。
- 1966年8月-1970年7月，苏联最高苏维埃民族院主席，苏联部长会议第一副主席。
- 1970年7月起退休。
- 1980年1月26日于维尔纽斯去世，享年81岁。葬于安塔卡尼斯公墓。

帕列茨基斯是苏共19-23大代表，第19-23届中央候补委员。第1-3届苏联最高苏维埃联盟院代表，第4-8届苏联最高苏维埃民族院代表，第1-6届立陶宛苏维埃社会主义共和国最高苏维埃代表。

## 作品
自1919年开始从事文学创作。创作了大量诗歌，散文，小说，回忆录。1937年创作纪实小说《最后的沙皇》。也将拉脱维亚的小说，宣传品翻译成立陶宛语。他的作品被翻译成俄语，乌克兰语，德语和波兰语。

## 荣誉
- 社会主义劳动英雄称号（1969）
- 六次列宁勋章（1947,1949,1950,1958,1965,1969）
- 十月革命勋章（1979）
- 一级卫国战争勋章（1945）
- 各民族人民友谊勋章（1974）
- 劳动英勇奖章（1959）[2]